# 深い河
『深い河』（ディープリバー）は、1993年に発表された遠藤周作の小説。また、これを原作とした1995年の日本映画。タイトルの『深い河』または“Deep River”とは、一般には黒人霊歌の「深き河」に歌われるヨルダン川のことである。

## 概要
遠藤が70歳の時に発表された。遠藤の生涯のテーマ「キリスト教と日本人」の最終章となった作品である。1994年に毎日芸術賞を受賞した。
戦後40年ほど経過した日本から物語は始まる。それぞれの業を背負う現代の日本人5人が、それぞれの理由でインドへの旅行を決意し、ツアーに参加する。聖なる河ガンジスは、すべての人間の業を包み込む。5人はそれぞれに、人には容易に理解できない深い業を持っていたが、偉大なガンジスにより人生の何かを感じることが出来た。
複数の人間を主人公にして、遠藤の生涯のテーマであった「キリスト教的唯一神論と日本的汎神論の矛盾」の融和点、和解点を探り出させる。それまでの遠藤の小説では主に両者の矛盾の描写が主体であったが、この作品ではさらに進んで「日本人のキリスト教」「世界に普遍的なキリスト教」を作り上げている。この作品の誕生には、イギリスの宗教哲学者ジョン・ヒックの宗教多元主義が影響を及ぼしており、遠藤自身も「深い河創作日記」の中でヒックの思想に影響を受けたことを認めている。「シンクロニシティ」など分析心理学のユングの神秘思想にも影響を受けていると考えられる。
全13章から構成され、執筆前にインドに何度か取材に訪れるなど、遠藤の作品のうちでも事前に綿密に構成されており、『沈黙』『白い人・黄色い人』とならぶ遠藤の代表作と言われる。

## 背景
インド人のすべてを飲み込み流してくれる偉大な河、ガンジス。日本人にとっては日常生活から遠のいてしまった「死」が、ガンジスのほとりでは現在でも生々しくうつし出される。ガンジスは実は土着的なヒンドゥー教徒のみに重要なのではなく、どんな宗教に属しようが、あるいはどの宗教にも属しまいが、あらゆる人間のもつ複雑な人生のすべてを包み流してくれる存在である。

## 登場人物

### 5人の主人公
磯辺
老年期に差し掛かった男。妻を癌で亡くしてしまう。それまで磯辺は、彼の世代のごく普通の父権的な家庭人であった。妻よりも仕事を優先し、妻には仕事を円滑に行えるよう、家を守らせてきた。愛情を表現することも苦手で少なく、家庭での会話もいつも短節であった。妻もまた、当時のごく普通の女性として夫に良く尽し不平も無く過ごしていた。しかし妻は臨終の間際にうわ言で自分は必ず輪廻転生し、この世界のどこかに生まれ変わる、必ず自分を見つけてほしいと言い死んでしまう。人生に家庭の愛など大した重みは無いと思っていたのだが、妻の自分に対する静かだったのだが実は情熱的であった愛情を初めて知る。磯辺は特に意識もして来なかった死後の転生に捉われ、知り合いの伝でとあるアメリカの研究者に相談する。研究者は日本人の生まれ変わりと言う少女が印度にいることを丁寧に教えてくれ、磯辺は理性では信じていなかったのだが、妻の死後の空虚感の中、彼女の臨終のうわ言に捉われ、とある印度ツアーに参加する。
美津子
（おそらく）30代の女性。磯辺の妻の死ぬ間際をボランティアで介護する女性。離婚歴がある。元々は地方出身で、かつて東京のキリスト教系の大学を卒業している。女性の魅力に富んでいるが他人を本当に愛した経験がなく、学生時代には自分の女性を使って複数の男性の心を弄んだ。その中に神父を志す冴えない男子学生の大津がいた。悪友からけし掛けられ面白半分で彼を誘惑し性の虜にする。大津を一旦棄教させる事ができたかと思ったのだが、結婚後フランスにキリスト教の留学した大津の噂を聞き、新婚旅行の途中で夫に巧く言って現地で出会う。彼が結局キリスト教の愛の教えを再確認し、彼の中に自分の感覚に無いものを感じる。その後離婚し、本当の愛を知らない彼女は自分に偽りでも良いから愛情の擬態をするために、末期癌患者の世話をするボランティアを始める。ある日、旧友との同窓会で大津が印度の修道院に居ると言う噂を聞き、大津の持つ自分にない何かを知りに印度ツアーに参加する。
沼田
中年の男性で童話作家。少年期は中国大連に住んでいた。当時沼田の家では、どこの在留日本人家庭にも居た中国人のボーイと言う手伝いを雇っていた。少年の沼田にとって信頼できる友人はただひとりそのボーイであった。沼田が子犬を拾った時にも親に反対されたにもかかわらず、ボーイは別の場所に隠し、母の許してくれる時期を見つけて飼う事が出来た。しかしある日、沼田の家の盗難事件の嫌疑を掛けられ解雇される。ボーイと沼田は心通う友人だったが別離を余儀なくされる。その後の沼田にはその飼い犬が最大の友達となる。しかし両親の離婚を期に本土に帰国し、その大好きな犬とも別離することになる。この体験を元に、日本では動物と話をする童話を描いていた沼田だったが、若いころにした結核を再燃する。その時に飼っていた、唯一本当に心を開ける友人の九官鳥を病院に内緒で連れてきてもらい、屋上に置いて貰う。しかしその九官鳥は、沼田が手術を受けているごたごたの中、餌をやり忘れたために死んでしまう。最初は仕方がないと思った沼田だったが、自分が手術中に心停止を起こしていたことを知り、自分の生存できたのは九官鳥が身代りになったおかげだと思うようになる。あるとき印度ツアーを知り、印度には多くの野生保護区が存在することを知る。せめてもの九官鳥へのお礼に、印度で一羽の九官鳥を求め保護区に放してやる事を思い立ち、ツアーに参加を申し出る。
木口
男性の老人。戦時中にビルマの作戦（インパール作戦）に参加したことがある。全くの負け戦で、このとき味方の兵士が退却の時に携行していたのは自決用の手榴弾と僅かな食糧だけという絶望的な長く苦しい退却戦を経験する。途中木口も瀕死の状況に陥るが、部隊に居た戦友の塚田に救われる。塚田は木口に食料を与えようと、他の味方が売ってくれた肉を手に入れる。結局木口が食べることができず代わりに食べるのだが、それは実は二人の知る他の戦友の死肉であった。木口はそれを知ることなく、二人は帰国し別々に戦後を生きることが出来た。老人になり、東京にいる木口のもとに職を失った塚田が訪れて再会を果たす。しかしその頃の塚田は人間を食べた事を気に病みアル中となっていた。しばらくのち塚田は肝硬変による食道静脈瘤を患い入院する。塚田は心を開きにくい晦渋な人間となっていたが、介護してくれたボランティアでクリスチャンの白人、ガストンにだけは心を開いていた。死期が近づき、塚田は初めて人間を食べた事、その辛さ、それに捉われて生きた戦後を木口や妻、ガストンらに告白する。ガストンはそれは許される事だと別の逸話を持って話し、その為だったかは分からないが塚田は穏やかな死を迎えた。木口は塚田や他の戦友、敵兵達を弔うため、仏教の発祥地である印度へのツアーに参加する。
大津
美津子と同世代の男。貧弱で魅力に痩せていて、人づきあいも苦手。自分を徹底的に愛してくれた母の影響でクリスチャンとなり、キリスト教系の大学に入り神父を志す。在学中に美津子に誘惑されキリストを裏切ろうとしてしまうが、ぼろ屑のように美津子に捨てられた後に、還って醜い惨めな自分をキリストが救ってくれることを知る。その後フランスにキリスト教の修行で留学したが、ヨーロッパ人の「正義」と「悪」の二元論、合理主義、多宗教への排他性に徹底するキリスト教に疑問を感じ続け、それを知られ異端者扱いを受けてしまう。しかし大津はキリスト教の持つ愛の力はそんな狭いものではなく、他の世界に置いても救済の力を持つはずであることを確信し、汎神論的、日本人的なキリスト教を模索する事を決意する。その後フランスでやってゆくことが出来なくなった彼は、印度のガンジス河の付近の修道院に入る。しかしそこでも追い出されてしまった大津は、ヒンズー教徒たちの集団にキリスト教徒ながら受け入れて貰うことができる。そこではガンジス河に自己の最終地を求め印度中から集まり、息絶えてしまうも貧しいために葬ってもらえなかった人たちの死体を運び、火葬してガンジスに流す仕事をしていた。やがてある日、懐かしい女性美津子と出会う。

### その他
江波
ツアーのガイド。上記のうち大津以外の4人とそれ以外のツアー客を連れる。印度哲学を専攻して4年間印度へ留学した経験があり、印度へ深い理解と愛着を持つ。彼は単に観光ツアーとして一行を連れるだけではなく印度の深さをツアー客に教えたかった。旅行中に江波は彼の知る汚いヒンズー教の寺院を見せる。寺院にはキリスト教のマリアとは異なる醜い女神チャームンダー（Chamunda）が居る。しかし醜い女神は病魔やサソリ、毒蛇などの苦しみにおそわれつつも、貧困に喘ぐ印度の民衆をしぼんだ乳で授乳する存在であった。その女神が、実は印度に遙か昔から変わらず続く苦しみと、それでも人々に与えてくれる救済を象徴しているのであった。一行の一部は印度のもつ奥深さを、ガンジスに行く前に初めて感じる。
三條夫婦
ツアーに参加した若い夫婦。夫はプロカメラマンを目指している。戦後の平和を象徴したような二人であり、他の登場人物のような奥行きがなく、まだ生きることによって生じる「業」のない幸せな若者、浅はかな人間として登場する。最後に大津が暴行を受けるきっかけを作ってしまう。

## 解説

### 登場人物それぞれのもつ意義
登場するメインの5人の人間のうち、大津と沼田は、遠藤の人生の一部をそれぞれ切り取って作られた存在である。遠藤自身がカトリックの家に生まれ（大津）、満州で少年期を過ごし（沼田）、両親が離婚し（沼田）、青年期にフランスに留学し（大津）、結核を患う（沼田）などした経験を持つ。また、妻への「愛」に妻を失うまで鈍感だった磯辺は「愛」を意識するのが苦手な一般的な日本人としての性格も持ち合わせる。大津、沼田、磯辺の3人は「母」と「恋愛」（大津）、「妻」（磯辺）、「友」（沼田）を喪失する。
また一方、美津子はやはり「愛」を知らない人間として登場する。若い頃の美津子は思慮も浅くそれが平気だったが、離婚を経て自分に愛が欠けていることを意識し、それを偽りに求めることもある。大津は美津子が本当は何が欠けているのか映し出す鏡として登場する。
そして木口は遠藤の世代のたくさんの人間が実際に体験した、人間の起きうる中でも究極と思われる死と絶望の世界を経験した人間である。ひとりの友人、塚田がその中でやむを得ないとはいえ人間の肉を食い、後の人生をその業苦に苛まれ潰してしまったことに深い衝撃を受ける。木口と塚田はゴルゴダの丘を登るキリスト（ナザレのイエス）にも匹敵するほどの苦しみを受けた人間として描かれている。木口と塚田は遠藤の同世代にいた多くのゴルゴダを知った日本人の代表として登場する。
このメインの人間たちは全て、ほとんどの日本人同様、「ヨーロッパ人の持つキリスト教を理解できない日本人」だが「キリスト教にでてくるテーマを人生に抱える日本人」として登場している。

### ガンジスとは何か
インドの民衆は古代から飢饉や病気に延々と苦しめられていたが、インドの人々は最後にガンジスに戻りガンジスに流されることを望んできた。ガンジスはあらゆる宗教、人種に関係なく、その人間の行ったあらゆる罪にも関係なく、すべてを許し飲み込んでくれる。そしてインドの人々は現代においても生々しい死をガンジスのほとりで見せつける。死が身近な物に起こった時にだけしか感じる事の出来ない現代の日本人に、目の前で繰り返される彼らの死を通して自分たちの人生の意義へと連想させる。

### 日本人とキリスト教＝汎神と唯一神
日本人は仏教も神道も含めた広い意味での汎神論の国であり、特定の宗教に深くは帰依しない。そして「愛」や「神」など深くは考えずに一生を送る。一方、キリスト教は唯一神であり、教義に置いて絶対に他の宗教と友好を持っても融和はしない。しかし作者は、主人公の日本人達を通して、日本人にも理解しうる「愛」や「神」を、ガンジスの持つすべてを包み込む母のような偉大さに見出している。

### 遠藤の至ったキリスト教のもつ本当の救済
遠藤にとって、キリストの行った人類の救いとは、クリスチャンに限定するヨーロッパ的な厳格な論理で規定された狭いものではなく、ガンジスのような宗教宗派に関係ない広い救済であったはずであるとしている。それは作品中では汎神論的感覚を最後まで捨てることのできなかった大津を通し訴える。そして作品の最後では、争いの絶えない人類が持つべき真の愛をそこに見出している。「日本人のクリスチャン」遠藤が最後に至った世界が描かれている。

## 書誌情報
- 深い河（講談社、1993年） ISBN 978-4-06-206342-5
- 深い河（講談社文庫、1996年） ISBN 978-4-06-263257-7
- 遠藤周作文学全集4 長篇小説IV スキャンダル/深い河（新潮社、1999年） ISBN 978-4-10-640724-6

### 関連書籍
- 「深い河」をさぐる（対談集、文春文庫、1997年） ISBN 978-4-16-712020-7
- 若松英輔 日本人にとってキリスト教とは何か　遠藤周作『深い河』から考える（NHK出版新書、2021年）

## 映画
1995年6月24日公開。三船敏郎の生涯最後の出演作となった。

### キャスト
- 美津子：秋吉久美子
- 大津：奥田瑛二
- 磯辺：井川比佐志
- 木口：沼田曜一
- 住職：内藤武敏
- 塚田の妻：菅井きん
- 江波：杉本哲太
- 磯辺の妻：香川京子
- 塚田：三船敏郎

### スタッフ
- 製作者：佐藤正之
- 企画：正岡道一
- エクゼクティブプロデューサー：今井康次、松永英
- プロデューサー：香西謙二、北川義浩、神成文雄
- プロデューサー補：桑山和之

- 監督・脚本：熊井啓
- 助監督：高根美博
- 監督補：原一男
- 原作：遠藤周作
- 撮影：栃沢正夫
- 音楽：松村禎三
- 美術：木村威夫
- 録音：久保田幸雄
- 照明：島田忠昭
- 編集：井上治
- 製作：「深い河」製作委員会、（株）仕事
- 配給：東宝